# Big Tree

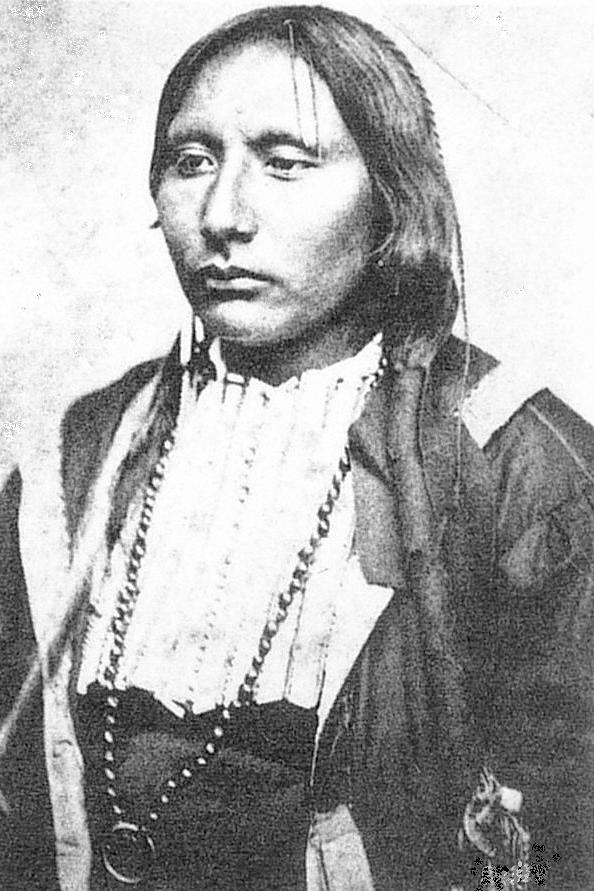
Big Tree

Big Tree (* um 1845; † 1929) war ein Unterhäuptling der Kiowa-Indianer und Cousin von Satanta. Unter dem Einfluss von Satanta entwickelte sich Big Tree früh zu einem kriegerischen und aufrührerischen Kiowa-Krieger, der zwischen 1862 und 1874 an vielen Überfällen in Texas und Mexiko beteiligt war bzw. diese anführte. 1871 wurde er erstmals inhaftiert, aber 1873 mit Satanta wieder freigelassen. Nachdem er 1874 die Kapitulation von Satanta an die US-Armee nach der Niederlage im Palo Duro Canyon überbracht hatte, vermied er jede Art von Feindseligkeiten. Trotzdem gehörte er zu den 50 Kiowa, die von Kicking Bird zur Strafe für den gesamten Stamm in die Gefangenschaft nach Florida gehen mussten. Nach seiner Rückkehr 1878 lebte er friedlich im Reservat und engagierte sich als Christ in der Rainy Mountain Church von Oklahoma.